# Hercana notata
Hercana notata är en stekelart som beskrevs av Henry Keith Townes, Jr. 1970. Hercana notata ingår i släktet Hercana och familjen brokparasitsteklar. Inga underarter finns listade i Catalogue of Life.